# Gian Maria Madella
Gian Maria Madella (Milano, 2 luglio 1950) è un giornalista e scrittore italiano, direttore di vari periodici.

## Biografia
Ha iniziato negli anni settanta al quotidiano l'Unità, occupandosi di cronaca e sport. Successivamente ha lavorato a La Gazzetta dello Sport, al settimanale Oggi ed è stato direttore editoriale dello Studio Diagonale, il laboratorio di design e grafica fondato da Luigi Testori. Dopo aver diretto il femminile Moda di Willy Molco, Madella è entrato come direttore editoriale nel Gruppo Futura.
Ha importato in Italia, lanciato e diretto riviste straniere, come l'inglese Maxim e la francese 20Ans (per il Gruppo Futura), la spagnola Sport Life (per Edizioni Master), le statunitensi Men's Health (per Mondadori-Rodale) e Outside (per Play Media Company). Nel 2007 è stato direttore editoriale per l'area Life Style della casa editrice romana Play Media Company e nel 2008 ha contribuito al ritorno in Italia di Playboy. Dal 2009 è consulente di case editrici.
Ha pubblicato una decina di libri, tra cui le biografie di Marilyn Monroe, Ingrid Bergman, Gandhi e John Rockfeller e - insieme con Tessa Gelisio - è autore di una fortunata collana pratica dedicata al Risparmio per RTI-Five Store. Sempre per Five Store ha pubblicato Le storie di Melaverde, raccogliendo, in collaborazione con la fortunata trasmissione presentata da Edoardo Raspelli e Ellen Hidding, il meglio dell'eccellenza agro-alimentare italiana, dei suoi prodotti tipici e dei suoi piatti della tradizione.  Appassionato di equitazione, ha realizzato con l'illustratrice Daniela Piolini un volume per ragazzi, Equistelle, dedicato ai cavalli più famosi della storia, della letteratura e della mitologia.